# Ratpenat frugívor de Tailàndia
El ratpenat frugívor de Tailàndia (Megaerops niphanae) és una espècie de ratpenat de la família dels pteropòdids. Viu a Cambodja, l'Índia, Laos, Tailàndia, el Vietnam i possiblement Bhutan. El seu hàbitat natural són els boscos i les zones agrícoles adjacents a boscos. Es creu que no hi ha cap amenaça per a la supervivència de l'espècie en general, però les poblacions tailandeses estan amenaçades per la desforestació.